# Biomikroskopija špalt lampom
Biomikroskopija  špalt lampom je minimalno invazivna dijagnostička metoda pregleda oka i otkrivanja poremećaja vida, koja se obavlja uz pomoć biomikroskopa (špalt lampe) koji služi da osvetli i prikaže pod velikim uveličanjem prednji segment oka (vežnjaču, beonjaču, rožnjaču, dužicu, prednju očnu komoru, sočivo i prednji deo staklastog tela). Ova procedura spada  u standardne preglede koji se svakodnevno vrše kod pregleda očiju u oftalmologiji.

## Istorija biomikroskopije
Pouzdana identifikacija stranih tela, povreda, tumora itd. pregledom u prednjem segmentu oka je kroz istoriju oftalmologije sve više bio suštinski uslov dijagnostike ali i medicinskog tretmana. Ovakav pregled zahtevao je sjajnu sliku visokog kontrasta koja se prvobitno dobijala bočnim osvetljenjem (prvo sveće, zatim lampe i sijalice). Zbog nedocoljnog intenziteta ondašnjih veštačkih izvora svetla, u početku je idealan izvor svetlosti pružala sunčeva svetlost. Iako je dnevno svetlo bilo dovoljno intenzivno, što je pre bilo moguće, ona je zamenjena raznim veštačkim izvorima svetlosti, jer je takva nova oprema bila mnogo lakša za korišćenje. 
Prvi čovek kome se pripisan razvoju u ovoj oblasti bio je Herman von Helmholtz (1850) koji je izumio oftalmoskop. Međutim, do početka dvadesetog veka, koriščeni veštaćki izvori svetla su postalo suviše slabi za bolja vizuelna uočavanja, uprkos optičkoj koncentraciji zraka za tzv. fokalno osvetljenje. 
Sledio je razvoj uređaja koji su dobili naiv špalt lampa. On su se sastoje od podesivog izvora svetlosti (sijalice), kao i stereomikroskopa i podloge za bradu pacijenta koje se može posdesiti prema pacijentu. Vrlo brzo, nakon što su testirani za upotrebu od strane oftalmologa, firma Zeiss iz Jene je započela serijsku proizvodnju špalt lampa, poznatih kao „prorezane lampe", Ubrzo nakon Zeiss-a i kompanija Haag-Streit u Bernu, počela je sa proizvodnjom ovih uređaja. 
U narednim godinama do Drugog svetskog rata obe kompanije koncentrirale su se na optimizaciji uslova ispitivanja, kao i na proširenju mogućnosti aparata dodavanjem različite opreme za ispitivanje, u čijem razvoju su učestvovali i čuveni oftalmolozi toga doba, a često i različiti  specijalisti iz drugih oblasti koji su odigrali ključnu ulogu za dalji razvoj biomikroskopije.
Drugi svetski rat, u kojem je uništena fabrika Zeiss u Jeni, bila je težak period za dalji razvoj prorezanih lampi. Ipak, špalt lampi je predviđena dobra budućnost jer su brojni naučnici omogućili razvoj i proizvodnju prorezanih svetiljki delimično preusmerenih sa Zapadne Nemačke na druge zemlje. Nekoliko godina kasnije, odgovor na ovaj razvoj bio je obnavljanje proizvodnja u Bernu naročito efikasne lampe sa potpuno novim izgledom.  
S početka druge polovine 20. veka, u mnogim drugim delovima sveta, optička industrija je počela sa izradom takvih instrumenata kako bi učestvovala na unosnom tržištu biomikroskopa, koji su zahvaljujući kvalietu i sve nižoj ceni, do danas postali deo standardne opreme za svaku oftalmološku kliniku širom sveta, bez koje je nezamisliv savremen rad.
Novi napredak u oftalmološkom značaju biomikroskopa napravljen je krajem 20. veka, ovog puta izradom biomikroskopa koji je u sebi objedinjavao i „terapeutsk uređaj”, sa kojim je uveden laserski tretman sa glatkim lamelama. To je činilo da je biomikroskop sa laserom definitivno postao neophodan instrument u oftalmologiji, koji istovremeno pruža ne samo dijagnostičke informacije, već omogućava i terapiju.

## Značaj biomikroskopije
Kada je u pitanju opšteg zdravlja oka, pregled na biomikroskopu je najvažniji pregled jer na osnovu njega se određuje:
- Izgled prednjeg segmenta oka
- Providnost optičkih delova zaduženih za refrakciju oka.
- Trenutno stanje oka u mnogim dijagnostičkim i terapijskim zahvatima, kao što su tretman laserskim dejstvom na iris, odstranjivanje stranog tela sa prednjeg segmenta oka, itd.

Biomikroskopija je takođe važna metoda u radu sa kontaktnim sočivima, jer omogućava pažljivo posmatranje kornee, konjuktive i kapaka pre fitovanja kontaktnih sočiva.
Kako se tokom biomikroskopije često koristi i florescein, lakše se može uočiti strano telo u oku, pucanje suznog filma, neke povrede ili oboljenja oka, kao procjena fita kontaktnih sočiva.

## Biomikroskop
Biomikroskop je specijalno konstrusan optički aparat, koji se često naziva i špalt-lampa, kao i procepna svetiljka zbog mogućnosti osvetljenja oka uskim procepnim svetlom kojim se može steći bolji uvid u dubinu struktura oka koje se posmatra. Ovaj instrument je tako konstruisan da kombinuje različita uvećanja sa kontrolisanim osvetljenjem, i sastoji se od sledećih delova: 
- okulara  i objektiva koji se sastoje od niza sočiva da bi se redukovala aberacija. Kako biomikroskopi imaju problem jer obrće lik, u ovaj sitem se dodaje prizma za obrtanje lika,
- sistem osvjetljavanja, koje može biti u obliku direktnog, difuznog i indirektno osvjetljavanje, retro-iluminacija, sklera rasejanja, ogledalske refleksije i

tangencijalnog osvjetljavanja. 
- reflektujućeg ogledala, koja važna zbog refleksije tokom posmatranje: epitela rožnjače, endotela rožnjače, debljine lipidnog sloja suznog filma, površine sočiva.
- naslon za bradu,
- dugmeta za kontrolu svetlosnig snopa, uz pomoć koga svetlosni snopa varira u visini i debljini, u zavisnosti od potrebe pregleda.
- džojstika za  fokusiranje napred, nazad, levo, desno, a takođe se može rotirati kako bi se smanjio ili podigao snop svetlosti.

Biomikroskopmože imati i dodatne instrumente (koji su njegovi sastavni delovi) uz čiju pomoć je moguć i pregled struktura komornog ugla, cilijarnog tela, očnog dna i merenje očnog pritiska.

## Procedura
Procedura pregleda biomikroskopom obavlja se tako što pacijent sedi sa jedne, a oftalmolog sa druge strane instrumenta i kroz optiku aparata pregleda oči pacienta binokularno. Ovom metodom pregleda može se ispitati veći deo prednjeg segmenta oka pomeranjem instrumenta i menjanjem osvjetljenja, kao i ugla između lampe i mikroskopa. Ovaj instrument predstavlja standardnu aparaturu koja se svakodnevno koristi kod pregleda očiju.

## Literatura
- Coppinger, M., Maio, M., Miller,K.: Ophthalmic Photography. Slack Incorporated, New Jersey
- Justice, J.: Ophthalmic Photography. Little Brown and Company. Boston. 1982.
- Martonyi, C.,Bahn, C., Myer, R.: Clinical Slit Lamp Biomicroscopy and Photo Slit Lamp Biomicrography. Time One Ink. Michigan.1985.
- Wong, D.: Textbook of Ophthalmic Photography. Inter-Optics Publications. New York. 1982.

## Spoljašnje veze
|  | Molimo Vas, obratite pažnju na važno upozorenje u vezi sa temama iz oblasti medicine (zdravlja). |